# Lista de deputados estaduais da Bahia da 13.ª legislatura
Esta é a lista de deputados estaduais da Bahia para a legislatura 1995–1999.

## Composição das bancadas
| Partido | Líder                  | Bancada | Posição  |
| ------- | ---------------------- | ------- | -------- |
| PFL     | Paulo Magalhães        | 19 / 63 | Governo  |
| PMDB    | Tarcízio Pimenta       | 9 / 63  | Oposição |
| PL      | Marcelo Guimarães      | 7 / 63  | Governo  |
| PSDB    | Marcelo Nilo           | 7 / 63  | Oposição |
| PT      | Guilherme Menezes      | 5 / 63  | Oposição |
| PDT     | João Henrique Carneiro | 4 / 63  | Oposição |
| PTB     | Artur Napoleão         | 4 / 63  | Governo  |
| PP      | José Magalhães Filho   | 3 / 63  | Governo  |
| PPR     | Raimundo Nonato Santos | 2 / 63  | Governo  |
| PSB     | Arnaldo Teixeira       | 1 / 63  | Oposição |
| PCdoB   | Alice Portugal         | 1 / 63  | Oposição |
| PMN     | José Carlos Marques    | 1 / 63  | Oposição |

## Lista de deputados
Ao todo, foram 63 eleitos.
| Número | Deputados estaduais eleitos     | Partido | Votação | Percentual | Cidade onde nasceu      | Unidade federativa |
| 22119  | Otto Alencar                    | PL      | 103.451 | 3,32%      | Ruy Barbosa             | Bahia              |
| 25110  | Paulo Magalhães                 | PFL     | 55.783  | 1,79%      | Salvador                | Bahia              |
| 25170  | José Ronaldo de Carvalho        | PFL     | 53.388  | 1,71%      | Paripiranga             | Bahia              |
| 25101  | Carlos Gaban                    | PFL     | 42.140  | 1,35%      | Mococa                  | São Paulo          |
| 14122  | Maria Luiza Dias Laudano        | PTB     | 40.583  | 1,30%      | Pojuca                  | Bahia              |
| 25111  | José Carlos Araújo              | PFL     | 40.092  | 1,28%      | Salvador                | Bahia              |
| 22110  | Horácio de Matos Neto           | PL      | 34.706  | 1,11%      | Piatã                   | Bahia              |
| 22111  | Luciano Simões                  | PL      | 34.518  | 1,11%      | Salvador                | Bahia              |
| 22231  | Luiz Bezerra Sobral             | PL      | 34.479  | 1,10%      | Garanhuns               | Pernambuco         |
| 25145  | José Nunes Soares               | PFL     | 32.110  | 1,03%      | Belém do São Francisco  | Pernambuco         |
| 25163  | Robério Nunes                   | PFL     | 32.082  | 1,03%      | Macaúbas                | Bahia              |
| 25144  | Baltazarino Andrade             | PFL     | 31.164  | 1,00%      | Frei Paulo              | Bahia              |
| 14144  | Artur Napoleão de Carneiro Rêgo | PTB     | 29.645  | 0,95%      | Salvador                | Bahia              |
| 22200  | Marcelo de Oliveira Guimarães   | PL      | 29.444  | 0,94%      | Salvador                | Bahia              |
| 25104  | Osvaldo José de Souza           | PFL     | 28.658  | 0,92%      | Itiruçu                 | Bahia              |
| 25188  | Clóvis Ferraz                   | PFL     | 27.492  | 0,88%      | Tremedal                | Bahia              |
| 14118  | João Bonfim                     | PTB     | 27.474  | 0,88%      | Brumado                 | Bahia              |
| 45122  | Angelo Coronel                  | PSDB    | 27.256  | 0,87%      | Coração de Maria        | Bahia              |
| 22222  | Pedro Alcântara de Souza        | PL      | 26.762  | 0,86%      | Campo Alegre de Lourdes | Bahia              |
| 12133  | João Henrique Carneiro          | PDT     | 26.455  | 0,85%      | Feira de Santana        | Bahia              |
| 25108  | Jailton Luís Dourado França     | PFL     | 25.490  | 0,82%      | Irecê                   | Bahia              |
| 25133  | Zelinda Novaes                  | PFL     | 24.717  | 0,79%      | Iguaí                   | Bahia              |
| 25183  | Joel de Souza Neiva             | PFL     | 24.120  | 0,77%      | Conceição do Almeida    | Bahia              |
| 13211  | Nelson Pelegrino                | PT      | 23.171  | 0,74%      | Salvador                | Bahia              |
| 25118  | Luiz de Deus                    | PFL     | 22.632  | 0,73%      | Brejo Grande            | Bahia              |
| 45110  | Marcelo Nilo                    | PSDB    | 22.531  | 0,72%      | Antas                   | Bahia              |
| 25115  | Reinaldo Teixeira Braga         | PFL     | 22.354  | 0,72%      | Xique-Xique             | Bahia              |
| 15185  | Cristóvão Ferreira              | PMDB    | 22.229  | 0,71%      | Salvador                | Bahia              |
| 25155  | Heraldo Eduardo Rocha           | PFL     | 22.073  | 0,71%      | Itaperuna               | Rio de Janeiro     |
| 15221  | Tarcízio Pimenta                | PMDB    | 21.606  | 0,69%      | Feira de Santana        | Bahia              |
| 22112  | Rubem Carneiro da Silva         | PL      | 21.351  | 0,68%      | Serrinha                | Bahia              |
| 45145  | Arnando Lessa Silveira          | PSDB    | 20.443  | 0,66%      | Castro Alves            | Bahia              |
| 25125  | Paulo de Carvalho Câmera        | PFL     | 20.426  | 0,65%      | Salvador                | Bahia              |
| 25190  | Edmon Lucas                     | PFL     | 20.125  | 0,64%      | Itajuípe                | Bahia              |
| 25158  | Isaac Marambaia dos Santos      | PFL     | 19.635  | 0,63%      | Gandu                   | Bahia              |
| 25181  | José Joaquim de Santana         | PFL     | 19.392  | 0,62%      | Campo Formoso           | Bahia              |
| 14110  | Antônio Honorato de Castro Neto | PTB     | 19.197  | 0,62%      | Salvador                | Bahia              |
| 15108  | Osmar Ramos                     | PMDB    | 18.633  | 0,60%      | São Francisco do Conde  | Bahia              |
| 11166  | Márcio Montenegro de Oliveira   | PPR     | 17.794  | 0,57%      | Caetité                 | Bahia              |
| 15105  | Edmundo Pereira Santos          | PMDB    | 17.777  | 0,57%      | Brumado                 | Bahia              |
| 15126  | Clóvis Ribeiro Flôres           | PMDB    | 17.517  | 0,56%      | Condeúba                | Bahia              |
| 15211  | Paulo Ernesto Ribeiro da Silva  | PMDB    | 17.016  | 0,55%      | Campos dos Goytacazes   | Rio de Janeiro     |
| 39220  | Jurandy Oliveira                | PP      | 16.015  | 0,51%      | Ipirá                   | Bahia              |
| 12111  | Targino Machado                 | PDT     | 15.837  | 0,51%      | Salvador                | Bahia              |
| 15107  | Luís Carlos Souza Amaral        | PMDB    | 15.830  | 0,51%      | Jequié                  | Bahia              |
| 45171  | Renato Borges da Costa          | PSDB    | 15.369  | 0,49%      | Itiruçu                 | Bahia              |
| 45185  | Maria del Carmen                | PSDB    | 14.943  | 0,48%      | A Cañiza                | Espanha            |
| 33233  | José Carlos Marques da Silva    | PMN     | 14.383  | 0,46%      | Botuporã                | Bahia              |
| 65222  | Alice Portugal                  | PC DO B | 14.060  | 0,45%      | Salvador                | Bahia              |
| 45198  | Zezito Pena                     | PSDB    | 13.755  | 0,44%      | São Sebastião do Passé  | Bahia              |
| 15160  | Walguimar Cotrim Pires          | PMDB    | 13.751  | 0,44%      | Fernandópolis           | São Paulo          |
| 12212  | Paulo Braga Miranda             | PDT     | 13.742  | 0,44%      | Senhor do Bonfim        | Bahia              |
| 39111  | José Magalhães Filho            | PP      | 13.615  | 0,44%      | Parnamirim              | Pernambuco         |
| 15125  | Yvonilton Borges Gonçalves      | PMDB    | 13.540  | 0,43%      | Salvador                | Bahia              |
| 39101  | Paulo Roberto de Souza Carneiro | PP      | 13.453  | 0,43%      | Salvador                | Bahia              |
| 45102  | Otoniel Fagundes Saraiva        | PSDB    | 13.377  | 0,43%      | Alagoinhas              | Bahia              |
| 11122  | Raimundo Nonato Santos          | PPR     | 12.443  | 0,40%      | Amargosa                | Bahia              |
| 13123  | Maria José Rocha                | PT      | 12.243  | 0,39%      | Salvador                | Bahia              |
| 12138  | José Malta Maia                 | PDT     | 10.817  | 0,35%      | Salvador                | Bahia              |
| 13131  | Guilherme Menezes               | PT      | 10.459  | 0,34%      | Iguaí                   | Bahia              |
| 13140  | Frei Dilson Batista Santiago    | PT      | 10.342  | 0,33%      | Canavieiras             | Bahia              |
| 40150  | Arnaldo Alves Teixeira          | PSB     | 10.203  | 0,33%      | Macarani                | Bahia              |
| 13132  | Paulo Jackson                   | PT      | 9.948   | 0,32%      | Caetité                 | Bahia              |